# Austrochloritis bellengerensis
Austrochloritis bellengerensis är en snäckart som först beskrevs av Cox 1871.  Austrochloritis bellengerensis ingår i släktet Austrochloritis och familjen Camaenidae. Inga underarter finns listade i Catalogue of Life.